# BIENE-Wettbewerb
Der BIENE-Wettbewerb (Barrierefreies Internet Eröffnet Neue Einsichten) hatte das Ziel, eine Auszeichnung für die besten deutschsprachigen barrierefreien Websites zu vergeben. Verliehen wurde der Preis von der Aktion Mensch und der Stiftung Digitale Chancen. Erstmals wurde die Auszeichnung am 3. Dezember 2003 in Berlin vergeben. Seit 2011 pausiert der Wettbewerb.
Zweck des Wettbewerbs war es, barrierefreies Internet in breiter gesellschaftlicher und politischer Ebene bekannt zu machen und dessen Durchsetzung zu fördern.

2008 war die Stadt Linz einer der Preisträger

Ebenfalls Preisträger 2008: bayerisches Verwaltungsportal

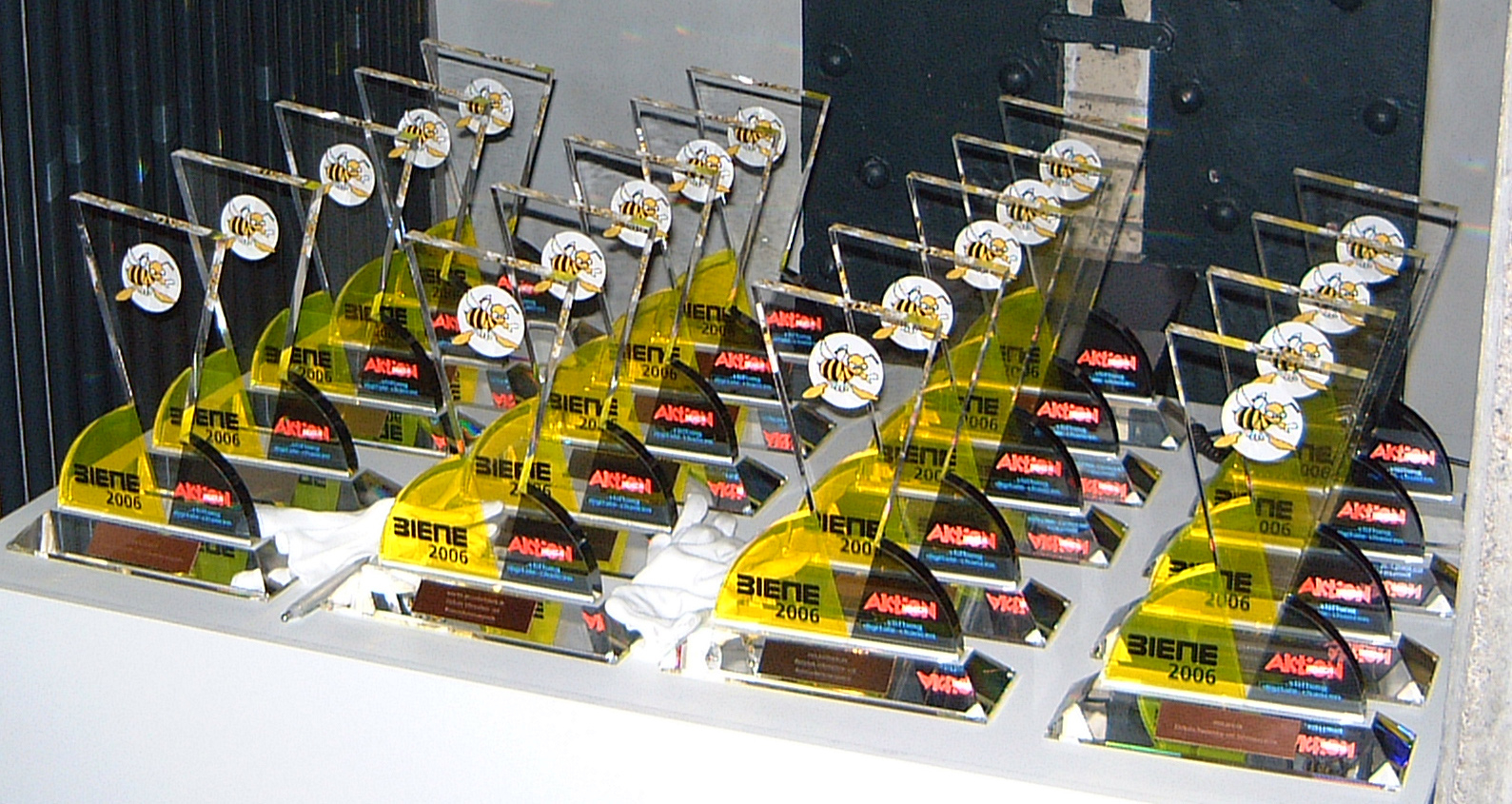
Die Pokale 2006

Preisträger des BIENE-Wettbewerb 2004

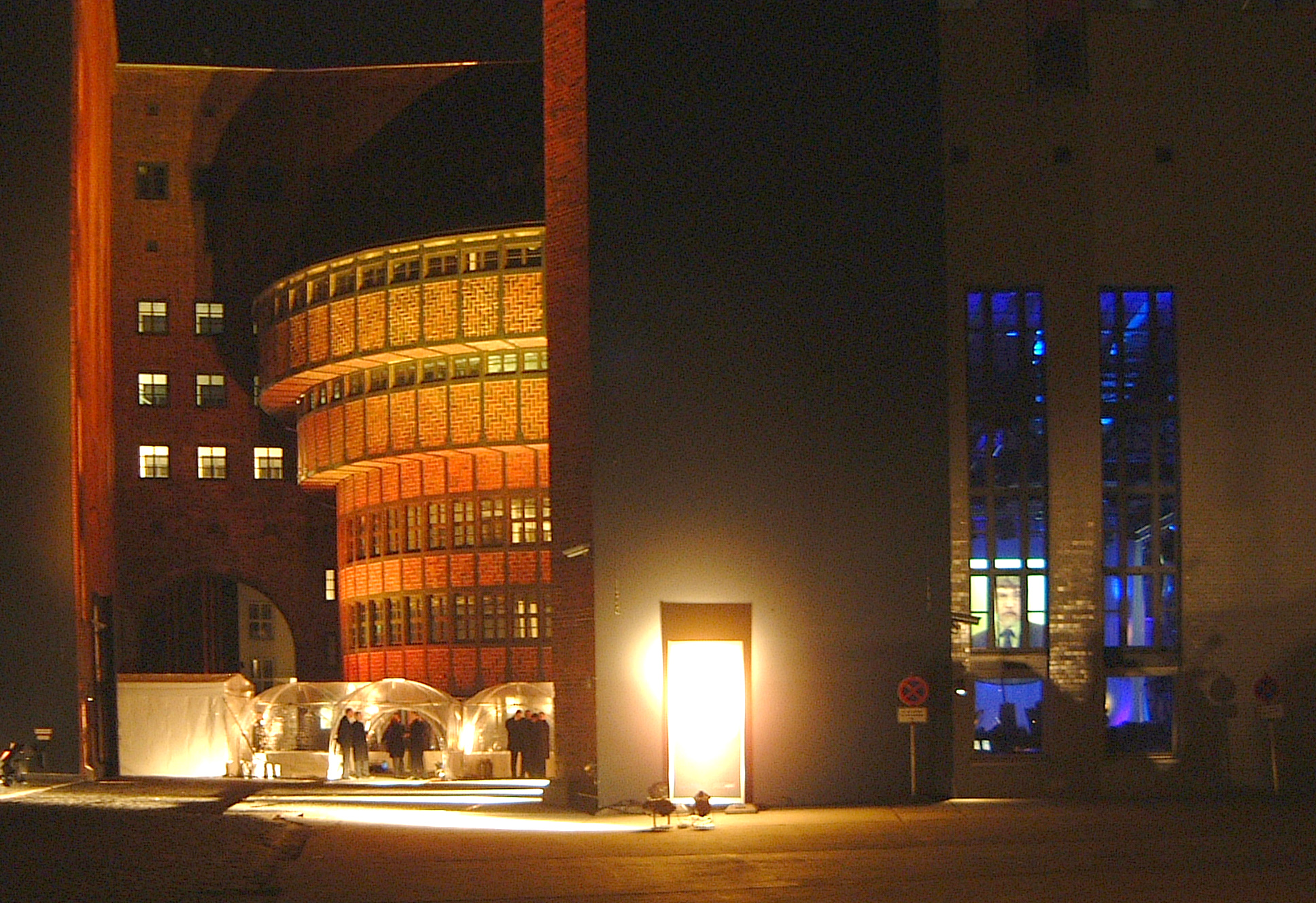
Die BIENEn 2006 wurden im ewerk in der Wilhelmstraße Berlin vergeben

## BIENE-Wettbewerb 2003
173 Seiten haben teilgenommen, nur 60 blieben nach einer ersten groben Überprüfung übrig.
Kategorie „Wissenschaft und Forschung“
- Silberne BIENE: TU Dresden, Studiengang Molekulare Biotechnologie
- Bronzene BIENE: Schülerportal der Fachhochschule Frankfurt am Main

Kategorie „E-Government (Bund, Länder, Kommunen)“
- Goldene BIENE: Polizei Nordrhein-Westfalen
- Silberne BIENE: Versorgungsamt Heidelberg
- Silberne BIENE: Bremische Bürgerschaft
- Bronzene BIENE: SGB IX umsetzen

Kategorie „E-Commerce“
Es wurde kein Preis vergeben
Kategorie „Kultur und Gesellschaft“
- Bronzene BIENE: Chancen für alle – Website zur Initiative neue Soziale Marktwirtschaft

Kategorie „Medien (Print und Rundfunk)“
- Bronzene BIENE: BIZEPS-INFO

Sonderpreise
- Gebärdensprache: focus-5 und zielvereinbarung.stero.de

## BIENE-Wettbewerb 2004
230 Seiten haben teilgenommen, 23 Finalisten blieben nach den technischen Tests übrig, und schließlich wurden 19 Gewinner ausgezeichnet. Die BIENE wurde am 3. Dezember 2004 im Berliner Kongresszentrum axica (Pariser Platz am Brandenburger Tor) vergeben.
Kategorie „Bildung, Wissenschaft und Forschung“
- Goldene BIENE: nicht vergeben
- Silberne BIENE: Sonnenrainschule
- Bronzene BIENE: Sprachenzentrum der FU Berlin

Kategorie „Kultur und Gesellschaft“
- Goldene BIENE: nicht vergeben
- Silberne BIENE: Stiftung Denkmal für die ermordeten Juden Europas
- Bronzene BIENE: Erlebbares Radolfzell
- Bronzene BIENE: Ernährungsinfo
- Bronzene BIENE: Zen im Norden Deutschlands

Kategorie „E-Government (Bund, Länder, Kommunen)“
- Goldene BIENE: Integrationsfachdienst Hamburg
- Silberne BIENE: Existenzgründer.de
- Bronzene BIENE: Gemeinde Schönefeld
- Bronzene BIENE: die Seite der SPD in Much

Kategorie „Medien“
- Goldene BIENE: nicht vergeben
- Silberne BIENE: nicht vergeben
- Bronzene BIENE: Ohrenkuss

Kategorie „E-Commerce“
- Goldene BIENE: Postbank (Bereich: Onlinebanking)
- Silberne BIENE: Hebammenpraxis Radolfzell
- Silberne BIENE: Heynck Lebensart
- Bronzene BIENE: KH Security

Sonderpreise
- Leichte Sprache: Fanclub FC Schalke Blauer Ball
- Gebärdensprache: Bürgerservice der Polizei NRW
- Barrierefreiheit im Internet: Barrierekompass
- Barrierefreiheit im Internet: Styleguide der Bundeswehr

## BIENE-Wettbewerb 2005
320 Seiten haben teilgenommen, 26 Finalisten blieben nach den technischen Tests übrig. Die BIENE wurde am 9. Dezember 2005 in Potsdam-Babelsberg vergeben.
Kategorie „E-Government/E-Democracy“
- Goldene BIENE: Landtag Nordrhein-Westfalen
- Goldene BIENE: Landesportal Baden-Württemberg
- Silberne BIENE: Deutsche Bundesbank
- Bronzene BIENE: nicht vergeben

Kategorie „E-Business“
- Goldene BIENE: nicht vergeben
- Silberne BIENE: nicht vergeben
- Bronzene BIENE: Arbeitsgemeinschaft Verkehrsrecht im Deutschen Anwaltverein
- Bronzene BIENE: Logiway GmbH
- Bronzene BIENE: Nahverkehr Paderborn

Kategorie „Kultur und Gesellschaft“
- Goldene BIENE: nicht vergeben
- Silberne BIENE: nicht vergeben
- Bronzene BIENE: Greenpeace Gruppe Berlin
- Bronzene BIENE: ihre-vorsorge.de Infoportal zu Altersvorsorge und Rente
- Bronzene BIENE: Österreichisches Jüdisches Museum

Kategorie „Bildung, Wissenschaft und Forschung“
- Goldene BIENE: Theologisches Seminar Elstal
- Goldene BIENE: Regionales Rechenzentrum Erlangen
- Silberne BIENE: nicht vergeben
- Bronzene BIENE: Theodor Schäfer Berufsbildungswerk
- Nachwuchspreis: IT-Infothek
- Nachwuchspreis: kiga-sc-ottensen.de Kindergarten für soziale Integration und Bewegungserziehung

Kategorie „Medien“
- Goldene BIENE: nicht vergeben
- Silberne BIENE: nicht vergeben
- Bronzene BIENE: nicht vergeben

Sonderpreise
- Leichte Sprache/Gebärdenvideos: Rechtsanwalt Tolmein
- Sonderpreis: Simon Bienlein Linux für Blinde

## BIENE-Wettbewerb 2006

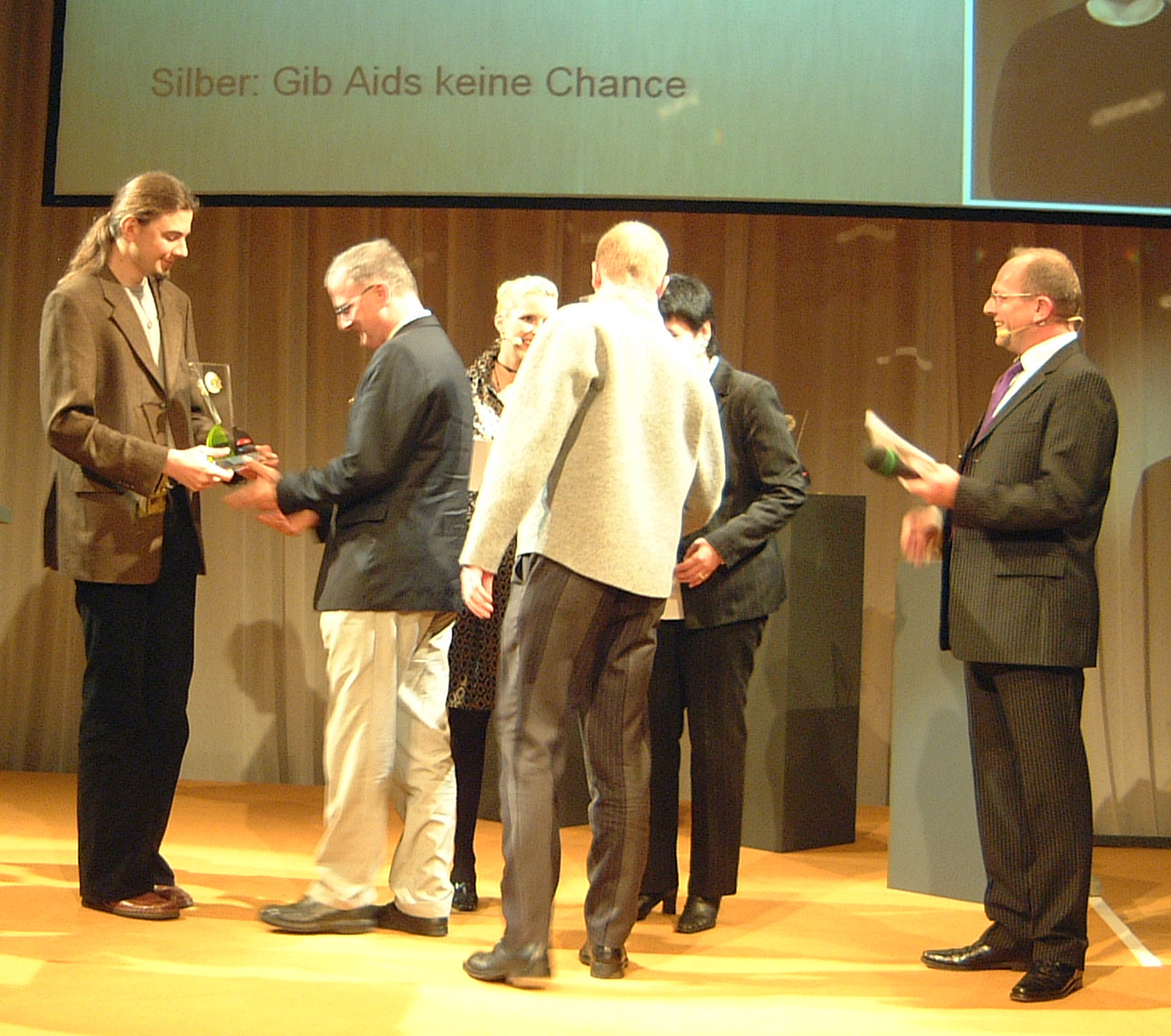
Kurt Jansson von Wikimedia Deutschland e. V. vergibt eine silberne BIENE an „Gib AIDS keine Chance“

Für das Jahr 2006 wurden die Teilnahmebedingungen überarbeitet: Statt nach inhaltlichen Kategorien wurden die BIENEn 2006 nach der Funktionalität und Komplexität der Angebote bewertet. Ausgeschrieben waren die Kategorien
- Informations- und Kommunikationsangebote (beispielsweise Themenportale, tagesaktuelle Medien, Foren)
- Recherche- und Serviceangebote (beispielsweise Fahrplanauskünfte, Kataloge, Datenbanken, Modellrechner)
- Einkaufs- und Transaktionsangebote (beispielsweise Buchungen, Reservierungen, Zahlungen)

in jeweils zwei Komplexitätsstufen (einfach/komplex).
Zusätzlich gab es für Internet-Nutzer die Möglichkeit, Angebote vorzuschlagen. Die Einreichungen wurden in einem aufwändigen mehrstufigen Testverfahren geprüft und von einem fachlichen Beirat bewertet. Die eigentliche Prämierung fand durch eine prominente Jury statt. Die Preisverleihung fand am 8. Dezember in Berlin im ewerk statt. 376 Seiten haben teilgenommen, 25 Finalisten blieben nach den technischen Tests übrig, und schlussendlich wurden 19 Gewinner ausgezeichnet.
Kategorie „Komplexe Informations- und Kommunikationsangebote“
- Goldene BIENE: Pfizer
- Silberne BIENE: Bundesrat
- Bronzene BIENE: Straelen am Niederrhein

Kategorie „Einfache Informations- und Kommunikationsangebote“
- Silberne BIENE: Stadthaushotel Hamburg
- Silberne BIENE: FH Wiesbaden – Studiengang Media Management
- Bronzene BIENE: die-gesundheitskarte.de zur Gesundheitskarte
- Bronzene BIENE: holocaust-chronologie.de Chronologie des Holocaust
- Bronzene BIENE: Morefriends.de

Kategorie „Komplexe Einkaufs- und Transaktionsangebote“
- Goldene BIENE: HELP.gv.at
- Silberne BIENE: Thüringer Aufbaubank
- Bronzene BIENE: DSL Bank

Kategorie „Einfache Einkaufs- und Transaktionsangebote“
- Nicht besetzt

Kategorie „Komplexe Recherche- und Serviceangebote“
- Goldene BIENE: Barmer Ersatzkasse
- Silberne BIENE: www.gib-aids-keine-chance.de von der Bundeszentrale für gesundheitliche Aufklärung
- Silberne BIENE: Verkehrsverbund Rhein-Ruhr

Kategorie „Einfache Recherche- und Serviceangebote“
- Bronzene BIENE: CConsult
- Bronzene BIENE: Zentrum für Europäische Wirtschaftsforschung

Kategorie „Tagesaktuelle Informations- und Kommunikationsangebote“
- Bronzene BIENE: Tagesschau.de

Kategorie „Nachwuchspreis“
- Backstube Kornzauber
- Pilzhof Piesker

## BIENE-Wettbewerb 2008
Nach einem Jahr BIENE-Pause, fand der BIENE-Wettbewerb 2008 mit überarbeitetem Kriterienkatalog wieder statt. Die BIENE wurde am 30. Januar 2009 im Jüdischen Museum in Berlin vergeben. 340 Internetauftritte haben teilgenommen, 34 Finalisten blieben nach den technischen Tests übrig, und schließlich wurden 19 Gewinner ausgezeichnet.
Kategorie „Einfache Informations- und Kommunikationsangebote“
- Silberne BIENE: Gemeinde Kranenburg
- Bronzene BIENE: VIF Vereinigung Integrations-Förderung

Kategorie „Komplexe Informations- und Kommunikationsangebote“
- Goldene BIENE: Bundesanstalt für Landwirtschaft und Ernährung
- Silberne BIENE: Wien Hauptbahnhof
- Bronzene BIENE: Stadt Linz
- Bronzene BIENE: Integration in Deutschland

Kategorie „Einfache Recherche- und Serviceangebote“
- Bronzene BIENE: Datenbank Barrierefrei durch Tübingen
- Bronzene BIENE: Gemeinde Schönefeld

Kategorie „Komplexe Recherche- und Serviceangebote“
- Goldene BIENE: Stadtsportbund Bochum
- Bronzene BIENE: Bayerisches Verwaltungsportal: "Verwaltung auf einen Klick"
- Bronzene BIENE: Biogas Netzeinspeisung

Kategorie „Einfache Einkaufs- und Transaktionsangebote“
- Silberne BIENE: Düsselenergie

Kategorie „Komplexe Einkaufs- und Transaktionsangebote“
- Silberne BIENE: VÖBB – Verbund Öffentlicher Bibliotheken Berlin
- Bronzene BIENE: jugend hilft jugend Hamburg

Kategorie „Komplexe Gemeinschafts- und Interaktionsangebote“
- Goldene BIENE: Darmkrebs.at
- Silberne BIENE: on-line: eine Lernplattform für Menschen mit Lernschwierigkeiten
- Silberne BIENE: Welt-AIDS-Tag

Kategorie „Sonderpreis“
- Internet-Zulassung von Fahrzeugen: www.rhein-erft-kreis.de/vorfahrt

Kategorie „Förderpreis“
- Deafkids – Die Site für gehörlose und schwerhörige Kids

## BIENE-Wettbewerb 2009
Im Wettbewerb 2009 wurde der erste Preis, die BIENE in Gold, an den Internet-Auftritt des Warenhauses Manufactum vergeben. Die Anforderungen für die Auszeichnungen wurden angehoben. Während in frühen Jahren der Schwerpunkt eher auf der Erfüllung von technischen Standards der Barrierefreiheit lag, waren die Preisträger in diesem Jahr sowohl auf der technischen Ebene als auch gestalterisch und inhaltlich gefordert. Im Gegensatz zu früheren Jahren waren die Ausgezeichneten weniger bei den großen öffentlichen Institutionen und Behörden zu finden, die gesetzlich zur barrierefreien Gestaltung verpflichtet sind. Diese würden nach Einschätzung des Pressesprechers die Neufassung der BITV abwarten. Demgegenüber waren in diesem Jahr etliche kommunale Anbieter unter den Gewinnern. Die Preisträger wurden aus über 300 Nominierungen ausgewählt.
Kategorie Komplexe Einkaufs- und Transaktionsangebote
- BIENE in Gold: Manufactum
- BIENE in Silber: Credit Suisse
- BIENE in Bronze: Deutsche Post DHL
- BIENE in Bronze: Hamburger Verkehrsverbund

Kategorie Einfache Recherche- und Serviceangebote
- BIENE in Silber: Mobidat – Barrierefrei leben in Berlin

Kategorie Komplexe Recherche- und Serviceangebote
- BIENE in Silber: Portal bund.de – Verwaltung Online
- BIENE in Silber: Weisse Liste

Kategorie Tagesaktuelle Recherche- und Serviceangebote
- BIENE in Silber: Südwestrundfunk
- BIENE in Bronze: Zeit Online

Kategorie Einfache Informations- und Kommunikationsangebote
- BIENE in Bronze: Naturheilpraxis Angela Käßner

Kategorie Komplexe Informations- und Kommunikationsangebote
- BIENE in Bronze: Gemeinde Issum
- BIENE in Bronze: Kuratorium Fortuna
- BIENE in Bronze: Stadt Nettetal
- BIENE in Silber: Stadtbibliothek Berlin Marzahn-Hellersdorf

Kategorie Komplexe Gemeinschafts- und Interaktionsangebote
- BIENE in Bronze: Bürgerhaushalt der Stadt Trier
- BIENE in Bronze: Tauschen ohne Geld

Sonderpreis
- Service für Gehörlose der Stadt Bonn

## BIENE-Wettbewerb 2010
Die Jury hat 2010 besonders Internetangebote mit barrierefreien Transaktionsvorgängen und mit Angeboten der tagesaktuellen Medien in den Fokus gestellt.
Kategorie Unternehmen
- BIENE in Gold: LABBÉ GmbH – Onlineshop
- BIENE in Silber: Louisenhof Burg (Spreewald)
- BIENE in Silber: Rass Media – tvbutler
- BIENE in Silber: WDR – Landtagslupe: Plenumsübersicht
- BIENE in Bronze: 1a-url-Webcounter – Webseitenstatistik in Echtzeit
- BIENE in Bronze: Die Schweizerische Post
- BIENE in Bronze: Schilder Landau – Kennzeichnung.de, der Online-Schilder-Shop

Kategorie Verwaltung
- BIENE in Gold: Jobbörse der Bundesagentur für Arbeit
- BIENE in Gold: Einfach teilhaben: Das Webportal für Menschen mit Behinderungen, ihre Angehörigen, Verwaltungen und Unternehmen des Bundesministeriums für Arbeit und Soziales
- BIENE in Silber: Nationalparkverwaltung Harz
- BIENE in Bronze: Deutscher Bundestag – e-Petitionen

Kategorie Organisationen
- BIENE in Gold: SOS-Kinderdorf
- BIENE in Gold: Stiftung Lebenshilfe Duisburg
- BIENE in Silber: Arbeiterwohlfahrt Unterbezirk Ruhr-Mitte
- BIENE in Silber: Axel Schäfer Mitglied des Deutschen Bundestages
- BIENE in Silber: Ich kenne meine Rechte – Deutsches Institut für Menschenrechte
- BIENE in Bronze: Sternstunden e. V.
- BIENE in Bronze: WienTourismus

Kategorie Tagesaktuelle Medien
- BIENE in Gold: Deutschlandradio DRadio Wissen
- BIENE in Silber: Südwestrundfunk (SWR)
- BIENE in Bronze: Technology Review

Sonderpreis
- zignoO GmbH

## Weitere BIENE-Wettbewerbe
Seit 2011 pausiert der Wettbewerb.